# Zajączkoszczurek szerokozębny
Zajączkoszczurek szerokozębny (Mastacomys fuscus) – gatunek ssaka z podrodziny myszy (Murinae) w obrębie rodziny myszowatych (Muridae), występujący na południowym wschodzie kontynentu australijskiego.

## Taksonomia
Rodzaj i gatunek po raz pierwszy zgodnie z zasadami nazewnictwa binominalnego opisał w 1882 roku brytyjski zoolog Oldfield Thomas nadając im odpowiednio nazwy Mastacomys i Mastacomys fuscus. Holotyp pochodził z Tasmanii. Jedyny przedstawiciel rodzaju zajączkoszczurek (Mastacomys).
Mastacomys jest filogenetycznie spokrewniony z Pseudomys. Badania genetyczne z 2004 roku wskazują, że według obecnej definicji rodzaju Pseudomys M. fuscus powinien zostać do niego włączony; jednak różnorodność Pseudomys jest wystarczająca do wydzielenia z niego kilku rodzajów, wśród nich Mastacomys. Szczególnie bliskie są mu pseudomysz cienkoogonowa (Pseudomys gracilicaudatus) i pseudomysz kasztanowa (P. nanus).
Opisany podgatunek brazenori i gatunek M. wombeyensis są uznawane za synonimy. Kontynentalne gryzonie są zaliczane do podgatunku M. fuscus mordicus, podczas gdy te żyjące na Tasmanii tworzą podgatunek nominatywny M. f. fuscus.

### Etymologia nazw naukowych
- Mastacomys: gr. μάσταξ mástax „narząd żujący”, „żuchwa” (μασάομαι masáomai „żuć”); μυς mus, μυος muos „mysz”[2][14];
- fuscus: łac. fuscus „brązowy”[15];
- mordicus: łac. mordicus „kąsający”[16].

### Nazewnictwo zwyczajowe
W wydanej w 2015 roku przez Muzeum i Instytut Zoologii Polskiej Akademii Nauk publikacji „Polskie nazewnictwo ssaków świata” gatunkowi nadano nazwę zajączkoszczurek szerokozębny, nawiązującą do charakterystycznej cechy uzębienia. W Australii zwierzę nosi angielską nazwę Broad-toothed Rat oraz aborygeńską Tooarrana.

### Kariotyp
Garnitur chromosomowy tego zwierzęcia tworzą 24 pary (2n=48) chromosomów.

## Występowanie
Obszar występowania zajączkoszczurka szerokozębnego jest rozdrobniony, obejmuje reliktowe subpopulacje na Tasmanii i w południowo-wschodniej części Australii. Podgatunek nominatywny jest obecnie ograniczony od północnej i zachodniej części w zachodniej części Tasmanii, ale szczątki subfosylne z wypluwek sów wskazują, że zasięg na wyspie był w przeszłości większy. Kontynentalna forma M. f. mordicus żyje na wybrzeżu regionu Gippsland, na Wilsons Promontory, w Otway Ranges, Dandenong Ranges, rozrzucone w Wielkich Górach Wododziałowych od okolic Warburton (Wiktoria) do Brindabella Ranges (Australijskie Terytorium Stołeczne), oraz wokół Barrington Tops. W okresie zasiedlania Australii przez Europejczyków gatunek ten miał znacznie szerszy i bardziej spójny zasięg, obejmujący Wyspę Kangura i półwysep Fleurieu w Australii Południowej.
Zajączkoszczurek szerokozębny należy do australijskich „starych endemitów”, łożyskowców, których przodkowie dotarli na kontynent przed kilkoma milionami lat.

## Morfologia
Z wyglądu zajączkoszczurek szerokozębny przypomina mysz, wyróżniają go bardzo szerokie trzonowce, o odmiennym niż u myszy wzorze. Samica ma także tylko cztery sutki, położone w okolicy pachwinowej. Wymiary ciała: długość ciała (bez ogona) 142–195 mm, długość ogona 100–135 mm, długość ucha 20–23 mm, długość tylnej stopy 31–35 mm; masa ciała to 97–180 g. Ciało jest krępe i krótkie, postura przygarbiona; kończyny są krótkie, ogon prawie nagi, krótszy niż reszta ciała. Głowa jest  szeroka, pyszczek krótki z szerokimi policzkami.
Ciało jest barwy czekoladowobrązowej, włosy są łupkowoszare na większej części długości, z wierzchu ciała mają końcówki jasnobrązowe, a na spodzie niemal białe. Wierzch i spód ciała nie są wyraźnie rozdzielone. Wibrysy są krótkie Uszy są brązowe jak wierzch ciała, dość duże. Futro na ciele jest bardzo długie i miękkie.
Szczególną cechą uzębienia zajączkoszczurków są szerokie zęby trzonowe, przednie trzonowce są o połowę szersze niż przestrzeń podniebienna między nimi. Trzecie trzonowce są także bardzo długie, równie długie jak pierwsze.
| Wzór zębowy | Wzór zębowy | I | C | P | M |
| ----------- | ----------- | - | - | - | - |
| 16          | =           | 1 | 0 | 0 | 3 |
| 16          | =           | 1 | 0 | 0 | 3 |

## Tryb życia
Jest to naziemne zwierzę prowadzące głównie nocny tryb życia, choć za dnia może mieć miejsce do 40% aktywności. Latem żyje samotnie, sypia w gniazdach na ziemi. Zimą zmienia tryb życia na bardziej stadny, zapewne dla zabezpieczenia przed chłodem: gryzonie żyjące na terenach piętra alpejskiego kryją się wspólnie w gniazdach z pociętych traw w gęstym poszyciu lub pod konarami pokrytymi śniegiem. Buduje korytarze wśród gęstej roślinności, pozwalające mu szybko biegać, które bywają używane przez inne gatunki (takie jak szczur zaroślowy i chutliwiec ciemny). W obszarach alpejskich i subalpejskich jest aktywny zimą w przestrzeni, którą tworzy roślinność pod pokrywą śnieżną.
Zajączkoszczurek jest zasadniczo osiadły, chociaż niektóre osobniki są przynajmniej lokalnie nomadyczne. Areał osobniczy zmienia się sezonowo i jest różny dla obu płci; dla samic ma powierzchnię od 0,1 ha zimą do 0,16 ha latem. Areał osobniczy samca ma powierzchnię 0,27 ha i obejmuje areały kilku samic. Rozród ma miejsce sezonowo, samice rodzą młode od października do marca. Mogą mieć jeden lub dwa mioty, po ciąży trwającej 5 tygodni rodzą od 1 do 4 młodych (zwykle 2–3). Młode po narodzeniu są częściowo pokryte futrem, co jest nietypowe. Zwierzęta osiągają dojrzałość płciową po 6–12 miesiącach, żyją 2–3 lata.
Zajączkoszczurek szerokozębny jest łagodny, ufny i ciekawski. Jego usposobienie jest porównywane z kawią domową.

## Ekologia
Jest roślinożercą, główną częścią jego diety są trawy; zjada także liście krzewów, nasiona, grzyby i korę. Efektem diety są charakterystyczne odchody, duże bobki o zielonej barwie.
Zajączkoszczurek szerokozębny w obrębie swojego zasięgu zamieszkuje różnorodne siedliska, ale zwykle w danym regionie preferuje jeden typ siedlisk. Należą do nich alpejskie i subalpejskie wrzosowiska, tereny trawiaste przylegające do występów skalnych, mokradła, turzycowiska, wydmy nadmorskie porośnięte trawą lub krzewami, a czasami lasy z trawiastym runem. Jego obszar występowania jest naturalnie rozdrobniony, ale też wiele sprzyjających siedlisk pozostaje niezasiedlone; zdolność do kolonizowania nowych obszarów może być u tego gatunku ograniczona. Decydująca jest dostępność kryjówek, bliskość wód płynących i dostępność traw. W obszarach alpejskich zajączkoszczurek preferuje siedliska ze skałami i zaroślami (w tym kleszany i Phebalium). Na Tasmanii jego występowanie jest ograniczone do formacji tussock, tworzonej przez Gymnoschoenus sphaerocephalus (ang. button-grass) i sąsiednich ekotonów, oraz wilgotnych turzycowisk i wrzosowisk, zaś w obszarach piętra alpejskiego występuje na izolowanych terenach trawiastych powyżej zasięgu zgryzania przez kangury.

## Populacja i zagrożenia
Zajączkoszczurek szerokozębny jest zagrożony przez utratę i postępującą degradację środowiska. Pożary buszu mogą stanowić bezpośrednie zagrożenie lub prowadzić do utraty siedlisk. Przewiduje się, że postępujące ocieplenie klimatu zwiększy częstotliwość susz i pożarów, a także zmniejszy dostępność ochronnej pokrywy śnieżnej zimą, co zwiększy presję drapieżniczą. Gatunek występuje na obszarach chronionych, w tym w Parku Narodowym Kościuszki, Parku Narodowym Alpine, Wilsons Promontory i Parku Narodowym Great Otway. W Tasmanii więcej niż połowa jego zasięgu jest objęta przez miejsce światowego dziedzictwa UNESCO Tasmanian Wilderness.

### Relacje międzygatunkowe
Na gryzonie te polują zdziczałe koty domowe, szczególnie w pobliżu ośrodków narciarskich, oraz introdukowane lisy rude. Zdziczałe króliki, zające, konie, świnie i jelenie degradują ich siedliska i konkurują o pokarm.
Zagrożeniem dla siedlisk zajączkoszczurka jest także ekspansja introdukowanych roślin, takich jak wierzba, jeżyna, kłosówka wełnista i żarnowiec miotlasty. Lokalnie wrzosowiska atakuje także pasożyt Phytophthora cinnamomi, powodując zanikanie sprzyjającej gryzoniom roślinności.

### Relacja z człowiekiem
Gatunek ten nie ma ekonomicznego znaczenia dla człowieka. W schroniskach narciarskich i budynkach może zostać pomylony z obcymi gatunkami gryzoni, uznawanymi za szkodniki. Także ludzka działalność rekreacyjna może stanowić dla niego zagrożenie.
Zajączkoszczurek szerokozębny jest przez Międzynarodową Unię Ochrony Przyrody uznawany za gatunek bliski zagrożenia. W Australii jest uznawany za gatunek narażony, ale uznaje się, że obecnie nie jest potrzebny osobny plan ratowania gatunku. Rekomendowana jest natomiast kontrola populacji obcych gatunków roślin i zwierząt, lepsze określenie miejsc występowania zajączkoszczurka, a także wykorzystanie żywołapek zamiast trucizn i pułapek zabijających gryzonie.